# Большое Садовое
Большо́е Садо́вое (до 1948 года Таш-Басты́; укр. Велике Садове, крымскотат. Taş Bastı, Таш Басты) — село в Бахчисарайском районе Республики Крым, в составе Куйбышевского сельского поселения (согласно административно-территориальному делению Украины — Куйбышевского поселкового совета Бахчисарайского района Автономной Республики Крым).

## Современное состояние
В селе 3 улицы и 2 переулка, имеется магазин. Возрождён и действует древний пещерный монастырь Феодора Стратилата.

## Население
| 2001 | 2014 |
| ---- | ---- |
| 361  | ↗397 |

Всеукраинская перепись 2001 года показала следующее распределение по носителям языка:
| Язык             | Число жит. | Процент |
| ---------------- | ---------- | ------- |
| русский          | 207        | 57,34   |
| крымскотатарский | 108        | 29,92   |
| украинский       | 43         | 11,91   |
| белорусский      | 2          | 0,55    |

### Динамика численности
| - 1864 год — 70 чел. - 1926 год — 173 чел. - 1939 год — 227 чел. | - 1989 год — 386 чел. - 2001 год — 361 чел. - 2014 год — 397 чел. |

## Название
Историческое название села Таш-Басты означает в переводе с крымскотатарского «камень придавил» (крымскотат. taş — камень; basmaq — давить, жать, нажимать; bastı — надавил, придавил, прижал, нажал).

## География
Село расположено в центре района, в начале Второй Гряды Крымских гор, на левом берегу реки Бельбек, у начала Бельбекского каньона, с 1975 года — памятника природы общегосударственного значения. Над селом, на скальном мысе Куле-Бурун — руины Сюйренской крепости, на соседней — пещерный монастырь Челтер-Коба. Большое Садовое расположено в 3 километрах от «столицы» Бельбекской долины посёлка Куйбышево, до Бахчисарая чоколо 18 км, ближайшая железнодорожная станция — Сирень в 10 километрах. Ближайшее село — Малое Садовое — в 300 м на другом берегу Бельбека, высота центра села над уровнем моря — 255 м. Транспортное сообщение осуществляется по региональной автодороге 35Н-048 (по украинской классификации — С-0-10210) от шоссе 35К-020 Бахчисарай — Ялта.

## История
Судя по названию, сохранившем историю о каком-то обвале, разрушившем деревню, Таш-Басты существовали очень давно, что естественно для поселения у подножия средневековой крепости и рядом с разрушенным ещё в XV веке «пещерным» монастырём. По выводам историка Веймарна, скифо-сарматское поселение на месте Большого Садового существовало уже в V веке, но документальных свидетельств о деревне во времена Крымского ханства пока не найдено (если только её не объединяли с лежащей на противоположном берегу Кучук-Сюренью). Есть мненние, что Большое Садовое — это Сырлем Егеч бакчи-сарайскаго каймаканства бакче-сарайскаго кадылыка из Камерального Описания Крыма 1784 года. После присоединения Крыма к России (8) 19 апреля 1783 года. Таш-Басты впервые появляется на военной карте 1836 года, на которой в деревне 13 дворов, а на карте 1842 года обозначена условным знаком «менее 5 дворов», как деревня в Дуванкойской волости Симферопольского уезда Таврической губернии. Во время Крымской войны, после оставления Севастополя в августе 1855 года, в русле действий по предотвращению проникновения войск противника во внутренние районы Крыма, у селения Таш-Башты были размещены Симбирский егерский полк, рота 3-го стрелкового батальона, 8 легких орудий и две сотни из 22-го донского казачьего полка
.
После земской реформы Александра II 1860 года деревня относилась к Каралезской волости. В «Списке населённых мест Таврической губернии по состоянию на 1864 год» (по результатам VIII ревизии) Таш-Басты записан, как урочище при реке Бельбеке, с владельческими хуторами, в которых насчитывалось 10 дворов, 70 жителей и мечеть (на трёхверстовой карте Шуберта 1865—1876 года дворов, почему-то 2). На 1886 год в деревне Смаил-Бейкисек, согласно справочнику «Волости и важнѣйшія селенія Европейской Россіи», проживало 160 человек в 28 домохозяйствах, действовала мечеть. В «Памятной книге Таврической губернии 1889 года» (составленной по результатам Х ревизии 1887 года) Таш-Басты отдельно не упомянут, но на подробной карте 1889 года есть Таш-Басты с 15 дворами, населёнными крымскими татарамии (впервые применено второе название Кучук-Сюйрень).
В конце XIX — начале XX века земли в благодатной, но малонаселённой долине активно распродавались наследниками владельца окрестностей с конца XVIII века генерал-майора Н. А. Говорову под дачи мелкими участками.
В дальнейшем название деревни претерпевало частые изменения: на карте 1922 года — Таш-Басты, в 1924 году — Кучук-Сюрень татарский. После установления в Крыму Советской власти, по постановлению Крымревкома от 8 января 1921 года была упразднена волостная система и село вошло в состав Бахчисарайского района Симферопольского уезда (округа), а в 1922 году уезды получили название округов. 11 октября 1923 года, согласно постановлению ВЦИК, в административное деление Крымской АССР были внесены изменения, в результате которых был создан Бахчисарайский район и село включили в его состав. Согласно Списку населённых пунктов Крымской АССР по Всесоюзной переписи 17 декабря 1926 года, в селе Кучук-Сюрень (татарский), Биюк-Сюреньского сельсовета Бахчисарайского района, числилось 34 двора, из них 33 крестьянских, население составляло 173 человека (87 мужчин и 86 женщин). В национальном отношении учтено: 9 русских и 164 татарина, действовала татарская школа. В 1935 году был создан новый Фотисальский район, в том же году (по просьбе жителей), переименованный Куйбышевский, которому переподчинили село. По данным всесоюзная перепись населения 1939 года в селе проживало 227 человек.

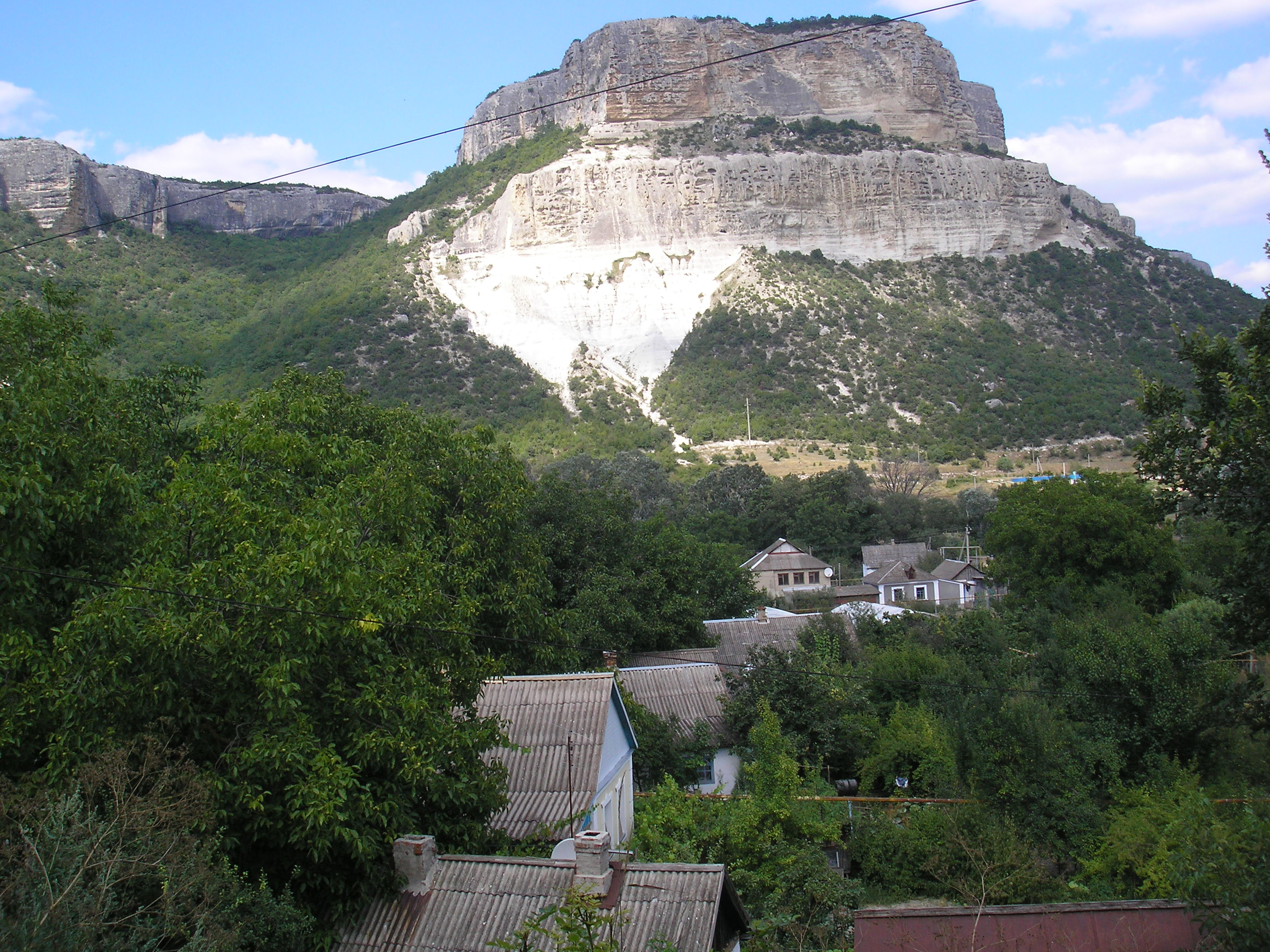

После освобождения Крыма по Постановлению ГКО № 5859 от 11 мая 1944 года крымские татары из деревни были депортированы в Среднюю Азию. 12 августа 1944 года было принято постановление № ГОКО-6372с «О переселении колхозников в районы Крыма», по которому в район из сёл УССР планировалось переселить 9000 колхозников и в сентябре 1944 года в район приехали первые новоселы (2349 семей) из различных областей Украины, а в начале 1950-х годов, также с Украины, последовала вторая волна переселенцев. С 25 июня 1946 года в составе Крымской области РСФСР.. 18 мая 1948 года, указом Президиума Верховного Совета РСФСР деревня Кучук-Сюрень была переименована в Большую Садовую (статус села был присвоен позже) и отделена от правобережной части, которая стала Малой Садовой. С 25 июня 1946 года Большое Садовое в составе Крымской области РСФСР, а 26 апреля 1954 года Крымская область была передана из состава РСФСР в состав УССР. Время включения в состав Куйбышевского сельсовета пока не установлено: на 15 июня 1960 года село уже числилось в его составе. В декабре 1962 года Куйбышевский район упразднили и Большое Садовое отнесли к Бахчисарайскому. По данным переписи 1989 года в селе проживало 386 человек. С 12 февраля 1991 года село в восстановленной Крымской АССР, 26 февраля 1992 года переименованной в Автономную Республику Крым. В начале XXI века, по информации поссовета, было принято решение об объединении Большого и Малого Садовых под названием Малосадовое, но другими источниками это пока не подтверждается. С 21 марта 2014 года в составе Крыма аннексировано Россией.